# Huillapima
Huillapima é um município da Argentina, localizada na província de Catamarca. É a capital do departamento Capayán.